# Amphialos (Freier der Penelope)
Amphialos (altgriechisch Ἀμφίαλος Amphíalos) ist eine Person der griechischen Mythologie.
Er erscheint nur in einem Fragment der Bibliotheke des Apollodor. Amphialos ist ein aus Ithaka stammender Freier der Penelope, der während der Abwesenheit ihres Gatten Odysseus um ihre Hand anhält.